# Abraham Munabi
Abraham Munabi (ur. 19 grudnia 1940) – ugandyjski lekkoatleta, trójskoczek i skoczek w dal, uczestnik Letnich Igrzysk Olimpijskich 1972.
Podczas igrzysk wystartował w eliminacjach trójskoku. W najlepszej próbie uzyskał wynik 15,82 m, który dał mu 22. wynik kwalifikacji – nie awansował do finału.
Wystartował też w Igrzyskach Brytyjskiej Wspólnoty Narodów 1970. Zajął wówczas 12. miejsce w skoku w dal (7,05 m) i 4. miejsce w trójskoku (15,87 m).
Kilkukrotny medalista Mistrzostw Afryki Centralnej i Wschodniej oraz Igrzysk Afrykańskich.
Rekord życiowy w trójskoku: 16,26 (1973).